# Bromelain
Bromelain là một chiết xuất enzyme có nguồn gốc từ thân của dứa, mặc dù nó tồn tại trong tất cả các bộ phận của dứa tươi. Là một thành phần, nó được sử dụng trong mỹ phẩm, làm thuốc bôi ngoài da và làm thuốc làm mềm thịt.
Thuật ngữ "bromelain" có thể đề cập đến một trong hai enzym protease được chiết xuất từ các cây thuộc họ Bromeliaceae, hoặc nó có thể đề cập đến sự kết hợp của các enzym đó cùng với các hợp chất khác được tạo ra trong dịch chiết.
Bromelain được sử dụng để: Giúp giảm sưng (viêm), đặc biệt là ở vùng mũi và xoang sau phẫu thuật hoặc chấn thương; điều trị bệnh sốt cỏ khô "hay fever"; điều trị bệnh có tình trạng sưng và loét như viêm loét đại tràng; loại bỏ mô chết và tổn thương sau khi bị bỏng; ngăn ngừa tích dịch trong phổi (phù phổi); thư giãn cơ, kích thích co thắt cơ; làm chậm đông máu; cải thiện sự hấp thụ thuốc kháng sinh; ngăn ngừa ung thư; giúp cơ thể loại bỏ chất béo.
Bromelain cũng được sử dụng để ngăn ngừa tình trạng đau nhức cơ bắp sau khi tập thể dục cường độ cao. Việc sử dụng hoạt chất này đã được nghiên cứu và có bằng chứng cho thấy Bromelain không có hiệu quả trong việc phòng ngừa đau nhức cơ.